# Eleccions municipals de Crevillent
L'article resumeix les Eleccions municipals a Crevillent en el període democràtic i els seus resultats detallats per partit.

## Evolució des de 1979
L'evolució en el repartiment dels regidors per partits polítics a l'Ajuntament de Crevillent des de les eleccions municipals de 1979 és la següent:
|                                |               |      |      |      |      |      |      |      |      |      |      |      |
| Candidatura                    | Candidatura   | 1979 | 1983 | 1987 | 1991 | 1995 | 1999 | 2003 | 2007 | 2011 | 2015 | 2019 |
|                                | AP / PP       |      | 6    | 6    | 6    | 10   | 13   | 14   | 14   | 13   | 9    | 7    |
|                                | PSPV-PSOE     | 7    | 7    | 9    | 8    | 5    | 4    | 4    | 5    | 3    | 3    | 4    |
|                                | PCE / EUPV    | 7    | 7    | 4    | 5    | 5    | 3    | 3    | 2*   | 2    | 2    | 2    |
|                                | UPV/Bloc/Comp |      |      |      |      | 0    |      |      | *    | 3    | 5    | 5    |
|                                | C's           |      |      |      |      |      |      |      |      |      | 2    | 1    |
|                                | Vox           |      |      |      |      |      |      |      |      |      |      | 2    |
|                                | Independents  | 5    |      |      |      |      |      |      |      |      |      |      |
|                                | UCD           | 2    |      |      |      |      |      |      |      |      |      |      |
|                                | FE-JONS / FA  |      | 1    | 1    | 2    | 1    | 1    | 0    | 0    |      |      |      |
|                                | CDS           |      |      | 1    |      |      |      |      |      |      |      |      |
| Fonts: Ministeri de l'Interior |               |      |      |      |      |      |      |      |      |      |      |      |

## Resultats detallats

### 1979
L'ajuntament, segons el que dictaminaren les urnes el 1979, estava governat pel PCE, amb 7 regidors; el PSPV en tenia 7; els independents en tenien 5 i la UCD en tenia 2.

### 1983
L'ajuntament, segons el que dictaminaren les urnes el 1983, estava governat pel PSPV, amb 7 regidors; el PCE en tenia 7; AP en tenia 6 i FE-JONS en tenia 1.

### 1987
L'ajuntament, segons el que dictaminaren les urnes el 1987, estava governat pel PSPV, amb 9 regidors; AP en tenia 6; IU en tenia 4; FE-JONS en tenia 1 i CDS 1.

### 1991
L'ajuntament, segons el que dictaminaren les urnes el 1991, estava governat pel PSPV, amb 8 regidors; el PP en tenia 6; EUPV en tenia 5 i FE-JONS en tenia 2.

### 1995
L'ajuntament, segons el que dictaminaren les urnes el 1995, estava governat pel PP, amb 10 regidors; EU-EV en tenia 5; el PSPV en tenia 5 i FE-JONS en tenia 1.

### 1999
L'ajuntament, segons el que dictaminaren les urnes el 1999, estava governat pel PP, amb 13 regidors; el PSPV en tenia 4; EUPV en tenia 3 i La Falange en tenia 1.

### 2003
L'ajuntament, segons el que dictaminaren les urnes el 2003, estava governat pel PP, amb 14 regidors; el PSPV en té 4 i EU-EV-ENTE 3.

### 2007
Les eleccions del 2007 donaren l'alcaldia per quarta volta a César Augusto Asencio Adsuar (PP) per majoria absoluta (14 regidors), mentre que el PSPV n'obtenia 5, i EUPV (després IPV-Compromís per Crevillent) 2.

### 2011
| Eleccions municipals de 22 de maig de 2011 - Crevillent                                                                                      |                                                                                              |                                     |                                     |         |          |          |
| Candidatura | Candidatura                                                                                  | Candidatura                         | Cap de llista                       | Vots    | Vots     | Regidors |
| | Partit Popular de la Comunitat Valenciana                                                    |                                     | César Augusto Asencio Adsuar        | 8.290   | 58,03%   | 13 (-1)  |
| | Partit Socialista del País Valencià-PSOE                                                     |                                     | Cayetano Enrique Mas Galvañ         | 2.489   | 17,42%   | 3 (-2)   |
| | Compromís per Crevillent                                                                     |                                     | José Manuel Penalva Casanova        | 1.874   | 13,12%   | 3 (+3)   |
| | Esquerra Unida del País Valencià-Esquerra Republicana del País Valencià (Unitat d'Esquerres) |                                     | Vicente Selva Belén                 | 1.292   | 9,04%    | 2 ()     |
| | El Millor Partit                                                                             |                                     | Salvador Antonio Galipienso Mas     | 340     | 2,38%    | 0        |
| | Vots en blanc                                                                                |                                     |                                     | 236     | 1,63%    |          |
| Total vots vàlids i regidors | Total vots vàlids i regidors                                                                 | Total vots vàlids i regidors        | Total vots vàlids i regidors        | 14.521  | 100 %    | 21       |
| | Vots nuls                                                                                    | Vots nuls                           | Vots nuls                           | 160     | 1,09%    |          |
| Participació (vots vàlids més nuls) | Participació (vots vàlids més nuls)                                                          | Participació (vots vàlids més nuls) | Participació (vots vàlids més nuls) | 14.681  | 72,01%** |          |
| Abstenció | Abstenció                                                                                    | Abstenció                           | Abstenció                           | 5.706*  | 27,99**  |          |
| Total cens electoral | Total cens electoral                                                                         | Total cens electoral                | Total cens electoral                | 20.387* | 100 %**  |          |
| Alcalde: César Augusto Asencio Adsuar (PP) (11/06/2011) Per majoria absoluta dels vots dels regidors (13 vots de PP)                         |                                                                                              |                                     |                                     |         |          |          |
| Fonts: Ministeri de l'Interior. Junta Electoral de la Zona d'Elx. (* No són vots sinó electors. ** Percentatge respecte del cens electoral.) |                                                                                              |                                     |                                     |         |          |          |

### 2015
| Eleccions municipals de 24 de maig de 2015 - Crevillent |                                                                                         |                                     |                                     |         |          |          |
| Candidatura | Candidatura                                                                             | Candidatura                         | Cap de llista                       | Vots    | Vots     | Regidors |
| | Partit Popular de la Comunitat Valenciana                                               |                                     | César Augusto Asencio Adsuar        | 5.299   | 36,82%   | 9 (-4)   |
| | Compromís per Crevillent                                                                |                                     | José Manuel Penalva Casanova        | 3.203   | 22,26%   | 5 (+2)   |
| | Partit Socialista del País Valencià-PSOE                                                |                                     | F. Javier Asencio Candela           | 1.893   | 13,15%   | 3 ()     |
| | Ciutadans - Partit de la Ciutadania                                                     |                                     | José Javier Soriano Molla           | 1.355   | 9,42%    | 2 (+2)   |
| | Esquerra Unida del País Valencià-Esquerra Republicana del País Valencià (Acord Ciutadà) |                                     | Vicente Selva Belén                 | 1.324   | 9,2%     | 2 ()     |
| | Altres candidatures                                                                     |                                     |                                     | 1.147   | 7,98%    | 0        |
| | Vots en blanc                                                                           |                                     |                                     | 169     | 1,17%    |          |
| Total vots vàlids i regidors | Total vots vàlids i regidors                                                            | Total vots vàlids i regidors        | Total vots vàlids i regidors        | 14.390  | 100 %    | 21       |
| | Vots nuls                                                                               | Vots nuls                           | Vots nuls                           | 175     | 1,2%     |          |
| Participació (vots vàlids més nuls) | Participació (vots vàlids més nuls)                                                     | Participació (vots vàlids més nuls) | Participació (vots vàlids més nuls) | 14.565  | 69,99%** |          |
| Abstenció | Abstenció                                                                               | Abstenció                           | Abstenció                           | 6.244*  | 30,01%** |          |
| Total cens electoral | Total cens electoral                                                                    | Total cens electoral                | Total cens electoral                | 20.809* | 100 %**  |          |
| Alcalde: César Augusto Asencio Adsuar (PP) (13/06/2015) Per ser la llista més votada, després de no haver obtingut majoria absoluta dels regidors (9 de PP) |                                                                                         |                                     |                                     |         |          |          |
| Fonts: Ministeri de l'Interior. Junta Electoral de la Zona d'Elx. Periòdic Ara. (* No són vots sinó electors. ** Percentatge respecte del cens electoral.)  |                                                                                         |                                     |                                     |         |          |          |

### 2019
En les eleccions municipals de 26 de maig de 2019 foren elegits 7 regidors del Partit Popular (PP), 5 de Compromís per Crevillent (Compromís), 4 del Partit Socialista del País Valencià-PSOE (PSPV), 2 de L'Esquerra de Crevillent-Acord Municipal (L'EdC), 2 de Vox i 1 de Ciutadans - Partit de la Ciutadania (Cs).
| Eleccions municipals de 26 de maig de 2019 - Crevillent |                                          |                                     |                                     |         |          |          |
| Candidatura | Candidatura                              | Candidatura                         | Cap de llista                       | Vots    | Vots     | Regidors |
| | Partit Popular                           |                                     | César Augusto Asencio Asuar         | 4.479   | 32,66%   | 7 (-2)   |
| | Compromís per Crevillent                 |                                     | José Manuel Penalva Casanova        | 3.065   | 22,35%   | 5 ()     |
| | Partit Socialista del País Valencià-PSOE |                                     | Manuel Penalva Alarcón              | 2.413   | 17,60%   | 4 (+1)   |
| | L'Esquerra de Crevillent-Acord Municipal |                                     | Josep Candela Muñoz                 | 1.337   | 9,75%    | 2 ()     |
| | Vox                                      |                                     | Carmen Mendiola Ibarra              | 1.209   | 8,82%    | 2 (+2)   |
| | Ciutadans - Partit de la Ciutadania      |                                     | Lelia Laura Gomis Pérez             | 1.125   | 8,20%    | 1 (-1)   |
| | Vots en blanc                            |                                     |                                     | 85      | 0,62%    |          |
| Total vots vàlids i regidors | Total vots vàlids i regidors             | Total vots vàlids i regidors        | Total vots vàlids i regidors        | 13.713  | 100 %    | 21       |
| | Vots nuls                                | Vots nuls                           | Vots nuls                           | 91      | 0,66%    |          |
| Participació (vots vàlids més nuls) | Participació (vots vàlids més nuls)      | Participació (vots vàlids més nuls) | Participació (vots vàlids més nuls) | 13.804  | 65,67%** |          |
| Abstenció | Abstenció                                | Abstenció                           | Abstenció                           | 7.216*  | 34,33%** |          |
| Total cens electoral | Total cens electoral                     | Total cens electoral                | Total cens electoral                | 21.020* | 100 %**  |          |
| Alcalde: José Manuel Penalva Casanova (Compromís) (15/06/2019) Per majoria absoluta dels vots dels regidors (11 vots: 5 de Compromís, 4 de PSPV i 2 de L'EdC-AM) |                                          |                                     |                                     |         |          |          |
| Fonts: JEC, JEZ Elx, M.Interior, Periòdic Ara. (* No són vots sinó electors. ** Percentatge respecte del cens electoral.)                                        |                                          |                                     |                                     |         |          |          |